# ماريو فيشر
ماريو فيشر (بالألمانية: Mario Fischer)‏ هو لاعب هوكي الجليد نمساوي، ولد في 5 مايو 1989 في فيينا في النمسا.

## وصلات خارجية
- ماريو فيشر على موقع EliteProspects.com (الإنجليزية)
- ماريو فيشر على موقع Eurohockey.com (الإنجليزية)
- ماريو فيشر على موقع HockeyDB.com (الإنجليزية)